# България (1898 – 1921)
Вижте пояснителната страница за други значения на България.
„България“ е български вестник, орган на Прогресивнолибералната партия на Драган Цанков, който излиза в София от 1 януари 1898 до 1921 година.
Той е приемник на издавания от Цанков едноименен вестник в Цариград. Сред неговите редактори се нареждат Иван В. Икономов, Д. Христов, Христо Силянов и Стилиян Чилингиров, Ив. Толев. Помества предимно публицистични материали. Пледира за по-широки търговски връзки и за политическо сближение между Русия и България. В подлистника към вестника са поместени първите български преводи на много художествени произведения от руски класици.